# Toy box
『toy box』（トイ・ボックス）は、栃木放送が毎週土曜日と日曜日の午後に放送している生ワイド番組である。

## 土日ワイドの変遷
栃木放送の土曜日は午後に臼井佳子による『土曜ちゃっかり亭』が長らく放送されてきた。夕方は何度か番組を変遷しながらも2019年3月までは『あの時この歌 昭和歌謡とともに』という主に昭和歌謡に特化した番組を放送してきた。
一方で日曜日は何度か番組を変更しつつも2018年3月で鈴木景子の『まろにえクルーズ』が終了し、その後13:00-16:00の枠は単発枠としてアナウンサー輪番制で放送する『TALK & MUSIC』をレギュラー番組として組み込んだ。一方で夕方は『しもつけ歌謡ストリート』という土曜日と同じく歌謡曲に特化した番組を放送してきた。
いずれの番組においても、週末はスポーツ中継やイベント先からの生放送などで単発番組が設置されることが多く、休止もされていた。
2019年4月より、土日の各番組を統合し、事実上『TALK & MUSIC』を引き継ぐ構成の番組としてこの番組をスタート。完パケ番組やニュース・天気・交通情報、音楽やパーソナリティのトーク、ゲストパートなど、バラエティにとんだ構成になることから「おもちゃ箱のように何でもアリ」という意味合いを込めて『toy box』とした。また、前述通りスポーツ中継やイベント先からの生放送などで単発番組も適宜設置されるため、それらのクッション番組としても機能する。なお、『TALK & MUSIC』は不定期番組に復した。
この番組のなりたちは週末朝の『サタデーとちぎ・サンデーとちぎ』の前身である『さわやかサンデー』とよく似ている。

## 放送時間
- 土曜日・日曜日 13:00 - 18:45

## パーソナリティ
- 週替わり

## 内包番組・コーナー
- CRTニュース - （土曜）13:03、15:00、18:00　（日曜）13:03、15:00、17:00、18:00
- CRT交通情報 - （土曜）13:25、13:55、14:25、14:55、15:25、15:55、16:55、17:25、17:45、18:12　（日曜）13:55、14:30、14:55、15:25、16:30、16:55、17:45、18:11
- CRT天気予報 - （土曜）13:03、13:27、13:57、14:27、15:00、15:27、17:47、18:08　（日曜）13:03、13:57、14:32、15:27、17:00、17:47、18:08
- 競輪ニュース - （土曜・日曜）17:50

### 土曜日
radikoではタイムフリー配信が利用できるため、下記の内包フロート番組は日曜日も含めて、一部は単独番組として抜き出して聞くことができるように配慮している。
- 13:30 - 13:45 せきぐちあいみのVirtual Radio
- 14:00 - 14:25 吉田照美の森羅万SHOW
- 14:35 - 14:50 ベストミュージックコレクション
- 15:20 - 15:25 快適生活ラジオショッピング
- 15:30 - 15:45 森野熊八グルメタイム
- 16:00 - 16:30 ふれ愛歌謡ランド（2019年3月まで単独番組）
- 17:00 - 17:30 明日への扉～いのちのラジオ⁺～
- 18:15 - 18:30 オシエルズのオシエル教室

### 日曜日
- 13:30 - 13:55 純烈 スーパー銭湯!!（2019年3月まで単独番組）
- 14:00 - 14:30 昭和歌謡セレクション（2019年3月まで単独番組）
- 15:05 - ときめきショッピング
- 15:30 - 15:45 キラキラ!ママ
- 16:00 - 16:30 野中さおり 歌謡百景
- 16:35 - 16:55 テレフォン人生相談
- 17:05 - 17:30 ロイ白川の歌の風ぐるま
- 17:30 - 17:45 花山ゆかの歌の玉手箱
- 18:15 - 18:30 山口勝平のモンキーラジオ

## テーマ曲
- エンディングテーマ「White Cube」(中田ヤスタカ)